# Сава Крабулевић
Сава Крабулевић (познат и као Ивашко Крабулев и Саватије Крабулећ ; Надвојводство Аустрија, сада Србија, око 1650 - Надвојводство Аустрија, после 1706) био је српски сликар који је радио у другој половини седамнаестог и првим деценијама осамнаестог века, прво у Русији, а затим у српским земљама под Хабзбуршком монархијом. Био је ученик руских мајстора из 17. века у Москви. Његов рад у иконографији показује утицаје барокног сликарства.

## Биографија
Идентитет Саве Крабулевића у главној архиви Министарства спољних послова у Москви открио је српски истраживач уметности и свештеник Лазар Богдановић (1861–1932)  и први пут објављен 1900. године у часопису за уметност Српски Сион. Следећих стотину и више година Крабулевић је био познат само из архивских доказа и иконостаса у српском православном манастиру Ораховица у данашњој Славонији.
О његовом животу је преживело мало података; непозната је чак ни година рођења Саве Крабулевића. Оно што је познато јесте како се Крабулевић нашао у Москви (1688–1694). Савин отац се преселио из Старе Србије у територију Србије под аустријском контролом преко Саве и Дунава, вероватно 1670-их, а затим је постао коњички официр у Војној крајини. Погинуо је борећи се са Турцима у бици код Беча 1683.
После очеве смрти, Сава, који је тада још био младић, настанио се у месту Комаром на Дунаву. Али у наредним окршајима и биткама са Османлијама и њиховим татарским вазалима, Сава је заробљен и одведен у Кримски канат. Четири године касније, Сава је успео некако да побегне и стигне у Москву. Тамо је рекао руским властима да је његов позив пре него што је заробљен био мастерство - што значи креативно, уметничко дело. Из документа бисмо могли слободно да претпоставимо да је он радио као помоћник сликара запослених у Посолском Приказу и Кремаљској оружарници наредних шест година (заправо од 1688. до 1694). Из Крабулевићевих икона израђених за манастир Ораховица видљиво је да је знање стекао и усавршавао се код најбољих мајстора царске Русије тог периода. Њихова преживела дела, настала у периоду који је претходио реформама савладара Ивана V Руског (Иван V Алексејевич) и Петра Великог, показују утицаје савременог реалистичног сликарства које су у Русији, а касније и у Србији крајем 17. и почетком 18. века увели домаћи сликари.
У Крабулевићевом натпису на ораховичком иконостасу користио је руске речи које су тада биле стране савременим говорницима српског језика. Такође, када је написао годину када је довршио иконе, користио је посебну скраћеницу јединствену међу Русима. Због тога се годинама сматрало да су радови на Ораховици завршени 9. јуна 1607, а заправо 1697; поред тога, Крабулевић је користио тамно маслинасте и ружичасте боје, којих није било у палети српских сликара. Сви његови трагови нестају све док се у главном архиву Будимпеште није пронашао архивски документ који је открио пребивалиште сликара после 1697. године. Копија писма од 21. маја 1708, које је потписао митрополит Исаија Ђаковић, тражећи од Срба да се придруже милицији Јована Текелије против Ференца II Ракоција који је претио Надвојводини Аустрији такозваним Ракоцзијевим ратом за независност. То писмо је више пута копирао Сава Крабулевић, који је тада био помоћник митрополита Исаије и његов секретар у неком административном својству у Митрополији карловачкој. Такође је могуће да је Исаија Ђаковић уопште позвао и чак спонзорисао Крабулевића из Русије. Постоји мноштво доказа да је Исаија, који је градио српске школе, писао бар једном руском сувладару тражећи учитеље у писмености и наукама и уметности.